# Mathieu van der Poel
Mathieu van der Poel (n. 19 ianuarie 1995, Kapellen, Flandra, Belgia) este un ciclist neerlandez care în prezent concurează pentru echipa UCI ProTeam Alpecin-Fenix. El concurează la disciplinele de ciclocros, ciclism montan și ciclism rutier ale acestui sport și este cunoscut pentru că a câștigat Campionatele Mondiale de ciclocros de la Tábor în 2015, Bogense în 2019, Dübendorf în 2020 și Oostende în 2021, Campionatele Mondiale de ciclism pe șosea pentru juniori de la Florența în 2013, și a câștigat de două ori Campionatele Mondiale de ciclocros pentru juniori, la Koksijde în 2012 și Louisville în 2013; fiind primul ciclist care a câștigat mai multe titluri la acest nivel. Pe lângă acestea, Van der Poel a fost câștigătorul Campionatelor Naționale de Șosea ale Țărilor de Jos din 2018, la Hoogerheide, precum și al edițiilor din 2019 ale Dwars door Vlaanderen, Brabantse Pijl, și Amstel Gold Race.
Născut în Kapellen, van der Poel provine dintr-o familie de cicliști profesioniști; fratele său David este de asemenea proeminent în cursele de ciclocros, câștigând Campionatul Național Under-23 din 2013 de la Hilvarenbeek. Tatăl său, Adri, a fost de șase ori campion național al Țărilor de Jos și campion mondial de ciclocros în 1996; de asemenea, a fost de două ori câștigător de etapă în Turul Franței și câștigător al mai multor clasice de-a lungul carierei sale. Bunicul său matern a fost ciclistul francez Raymond Poulidor, câștigător al Vuelta a Spaniei din 1964, și a terminat, de asemenea, Turul Franței pe locul doi de trei ori și pe locul trei de cinci ori.

## Rezultate în Marile Tururi

### Turul Franței
2 participări
- 2021: nu a terminat cursa, câștigător al etapei a 2-a
- 2022: nu a terminat cursa

### Turul Italiei
1 participare
- 2022: locul 57, câștigător al etapei 1